# Arbeidsinkomensquote

Het arbeidsaandeel in de Verenigde Staten daalt al decennia. Zowel de tijdreeksen van het Bureau of Labor Statistics en het Bureau of Economic Analysis worden weergegeven (1948–2016).

De arbeidsinkomensquote (aiq) is dat deel van het nationaal inkomen dat dient als beloning voor de verschaffing van de productiefactor arbeid, doorgaans uitgedrukt als een percentage. 

## Berekening
Als beloning voor arbeid wordt hier niet alleen het totaal van de loonsom beschouwd, maar ook een deel van de winstsom. Voor de zelfstandige ondernemer is winst enerzijds een beloning voor in het bedrijf verrichte werkzaamheden en anderzijds een beloning voor het genomen ondernemersrisico. Het eerste winstaspect wordt toegerekend loon zelfstandigen genoemd en wordt macro-economisch gelijkgesteld aan het gemiddelde looninkomen. Het tweede aspect wordt dan beschouwd als feitelijke winst (en in de macroeconomische theorie beschouwd als overwinst).
Arbeidsinkomenquote = [(loonsom + toegerekend loon zelfstandigen) / nationaal inkomen] × 100%.
Zou men het toegerekend loon zelfstandigen niet meetellen en alleen de loonsom als percentage van het nationale inkomen uitdrukken dan krijgt men de loonquote
Loonquote = (loonsom / nationaal inkomen) × 100%.

## Situatie in Nederland
De arbeidsinkomensquote wordt door het Centraal Planbureau berekend en gepubliceerd in de jaarlijkse Staat van Middelen en Bestedingen. 
(beloning van werknemers plus toegerekende beloning voor zelfstandigen en meewerkende gezinsleden / beloning van werknemers en netto exploitatieoverschot/gemengd inkomen) × 100%.
De arbeidsinkomensquote, als aandeel in het bruto binnenlands product, is in de afgelopen decennia gedaald van 78,5% in de jaren '70 naar 73% in 2016. Deze daling is voornamelijk ten gunste gekomen van de kapitaalwinsten; in mindere mate profiteert ook de overheid. De daling van het aiq past in een mondiale trend: in dezelfde periode daalde het wereldwijde aiq van 55% (piek in 1975) naar 51% in 2015.

## Betekenis van de aiq
Er bestaat een macro-economisch verband tussen de hoogte van de aiq en van de investeringen en daarmee met de werkgelegenheid. Bij een hoge aiq zal de winstquote juist laag zijn en zullen bedrijven minder geneigd zijn aan uitbreidingsinvesteringen te doen. Dit betekent een beperking van de groei van de werkgelegenheid. Bovendien zal een hoge aiq een stimulans kunnen zijn tot het doen van vervroegde vervangingsinvesteringen in de diepte. Dit betekent een afname van de werkgelegenheid, uitstoot van arbeid en toename van de structurele werkloosheid.
Een erg lage aiq geeft aan dat bedrijven slechts een klein deel van de toegevoegde waarde aan de productiefactor arbeid uitgeven. Dit kan betekenen dat de productie kapitaalintensief is. Gevolg van een lage aiq zal zijn dat de sociale ongelijkheid toeneemt, tenzij herverdeling wordt toegepast.